# Champniers (Viena)
Champniers és un municipi francès situat al departament de la Viena i a la regió de la Nova Aquitània. L'any 2007 tenia 365 habitants.

## Demografia

### Població
El 2007 la població de fet de Champniers era de 365 persones. Hi havia 172 famílies de les quals 58 eren unipersonals (29 homes vivint sols i 29 dones vivint soles), 69 parelles sense fills, 37 parelles amb fills i 8 famílies monoparentals amb fills.
La població ha evolucionat segons el següent gràfic:
Habitants censats

### Habitatges
El 2007 hi havia 254 habitatges, 175 eren l'habitatge principal de la família, 54 eren segones residències i 25 estaven desocupats. 252 eren cases i 2 eren apartaments. Dels 175 habitatges principals, 159 estaven ocupats pels seus propietaris, 11 estaven llogats i ocupats pels llogaters i 4 estaven cedits a títol gratuït; 1 tenia una cambra, 11 en tenien dues, 22 en tenien tres, 52 en tenien quatre i 88 en tenien cinc o més. 123 habitatges disposaven pel capbaix d'una plaça de pàrquing. A 92 habitatges hi havia un automòbil i a 61 n'hi havia dos o més.

### Piràmide de població
La piràmide de població per edats i sexe el 2009 era:
| Homes | Edats   | Dones |
| ----- | ------- | ----- |
| 0     | 95 o +  | 0     |
| 4     | 90 a 94 | 8     |
| 8     | 85 a 89 | 4     |
| 8     | 80 a 84 | 4     |
| 12    | 75 a 79 | 12    |
| 12    | 70 a 74 | 16    |
| 12    | 65 a 69 | 12    |
| 12    | 60 a 64 | 8     |
| 16    | 55 a 59 | 16    |
| 8     | 50 a 54 | 16    |
| 8     | 45 a 49 | 12    |
| 4     | 40 a 44 | 12    |
| 16    | 35 a 39 | 4     |
| 12    | 30 a 34 | 4     |
| 4     | 25 a 29 | 8     |
| 4     | 20 a 24 | 0     |
| 4     | 15 a 19 | 12    |
| 12    | 10 a 14 | 8     |
| 8     | 5 a 9   | 0     |
| 4     | 0 a 4   | 8     |

## Economia
El 2007 la població en edat de treballar era de 198 persones, 136 eren actives i 62 eren inactives. De les 136 persones actives 126 estaven ocupades (73 homes i 53 dones) i 10 estaven aturades (5 homes i 5 dones). De les 62 persones inactives 32 estaven jubilades, 9 estaven estudiant i 21 estaven classificades com a «altres inactius».

### Ingressos
El 2009 a Champniers hi havia 172 unitats fiscals que integraven 360,5 persones, la mediana anual d'ingressos fiscals per persona era de 14.885 €.

### Activitats econòmiques
Dels 14 establiments que hi havia el 2007, 1 era d'una empresa alimentària, 6 d'empreses de construcció, 3 d'empreses de comerç i reparació d'automòbils, 1 d'una empresa de serveis i 3 d'empreses classificades com a «altres activitats de serveis».
Dels 8 establiments de servei als particulars que hi havia el 2009, 1 era un paleta, 1 guixaire pintor, 2 lampisteries, 2 electricistes i 2 perruqueries.
Dels 2 establiments comercials que hi havia el 2009, 1 era una fleca i 1 una botiga de material esportiu.
L'any 2000 a Champniers hi havia 31 explotacions agrícoles que ocupaven un total de 1.804 hectàrees.

## Equipaments sanitaris i escolars
El 2009 hi havia una escola elemental integrada dins d'un grup escolar amb les comunes properes formant una escola dispersa.

## Poblacions més properes
El següent diagrama mostra les poblacions més properes.